# Pazari i Ri
Pazari i Ri (in lingua italiana: il Nuovo Mercato-Bazar) è un quartiere di Tirana.
Si trova ad est della Piazza Scanderbeg e, insieme a Mujos, fa parte del centro storico di Tirana ed è una delle zone più antiche della città. Al centro del quartiere si trova la storica moschea Kokonozi di epoca ottomana.
Il nome del quartiere deriva dal mercato, detto bazar (in albanese pazar), di generi alimentari, che si trova al suo interno, considerato uno dei mercati più caratteristici d'Europa di interesse turistico. Il mercato coperto è stato costruito nel 1931 nello stesso luogo in cui era presente il Vecchio Mercato ed offre vari generi alimentari e bevande (frutta fresca, verdure, pesce e carne, vino albanese e rakı). 
Nel 2017 il mercato è stato rinnovato e recuperato, caratterizzandolo da edifici colorati di richiamo turistico, ristoranti e panetterie.